# NGC 817
NGC 817 é uma galáxia espiral (S?) localizada na direcção da constelação de Aries. Possui uma declinação de +17° 12' 07" e uma ascensão recta de 2 horas, 7 minutos e 33,6 segundos.
A galáxia NGC 817 foi descoberta em 2 de Setembro de 1886 por Lewis A. Swift.